# Törnkoua
Törnkoua (Coua verreauxi) är en fågel i familjen gökar inom ordningen gökfåglar.

## Utseende och läte
Törnkouan är en långstjärtad fågel med grå ovansida och ljus undersida. I ansiktet syns lila och blå bar hud. Den liknar tofskouan, men denna har vitt snarare än tegelrött under stjärten. Törnkouan urskiljs vidare på svart spets på den längre och spretigare huvudtofsen samt orange på bröstet. Vanligaste lätet är ett mycket torrt och raspigt ljud.

## Utbredning och systematik
Fågeln förekommer lokalt i ökenområden på sydvästra Madagaskar. Den behandlas som monotypisk, det vill säga att den inte delas in i några underarter.

## Levnadssätt
Törnkouan hittas i törniga och torra skogar i låglänta områden. Den rör sig rastlöst i träden. 

## Status
Trots det begränsade utbredningsområdet och att den tros minska i antal anses beståndet vara livskraftigt av internationella naturvårdsunionen IUCN. 

## Namn
Fågelns vetenskapliga artnamn hedrar Jules Pierre Verreaux (1807-1873), samlare och handlare av specimen. Tidigare kallades den verreauxkoua även på svenska, men justerades 2023 till ett enklare och mer informativt namn av BirdLife Sveriges taxonomikommitté.